# Havdalah

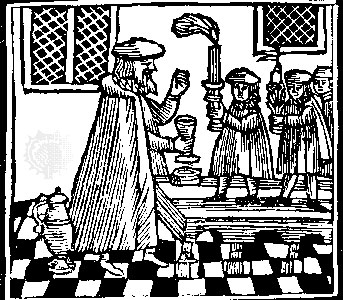
Cérémonie de la Havdala, Amsterdam, 1662

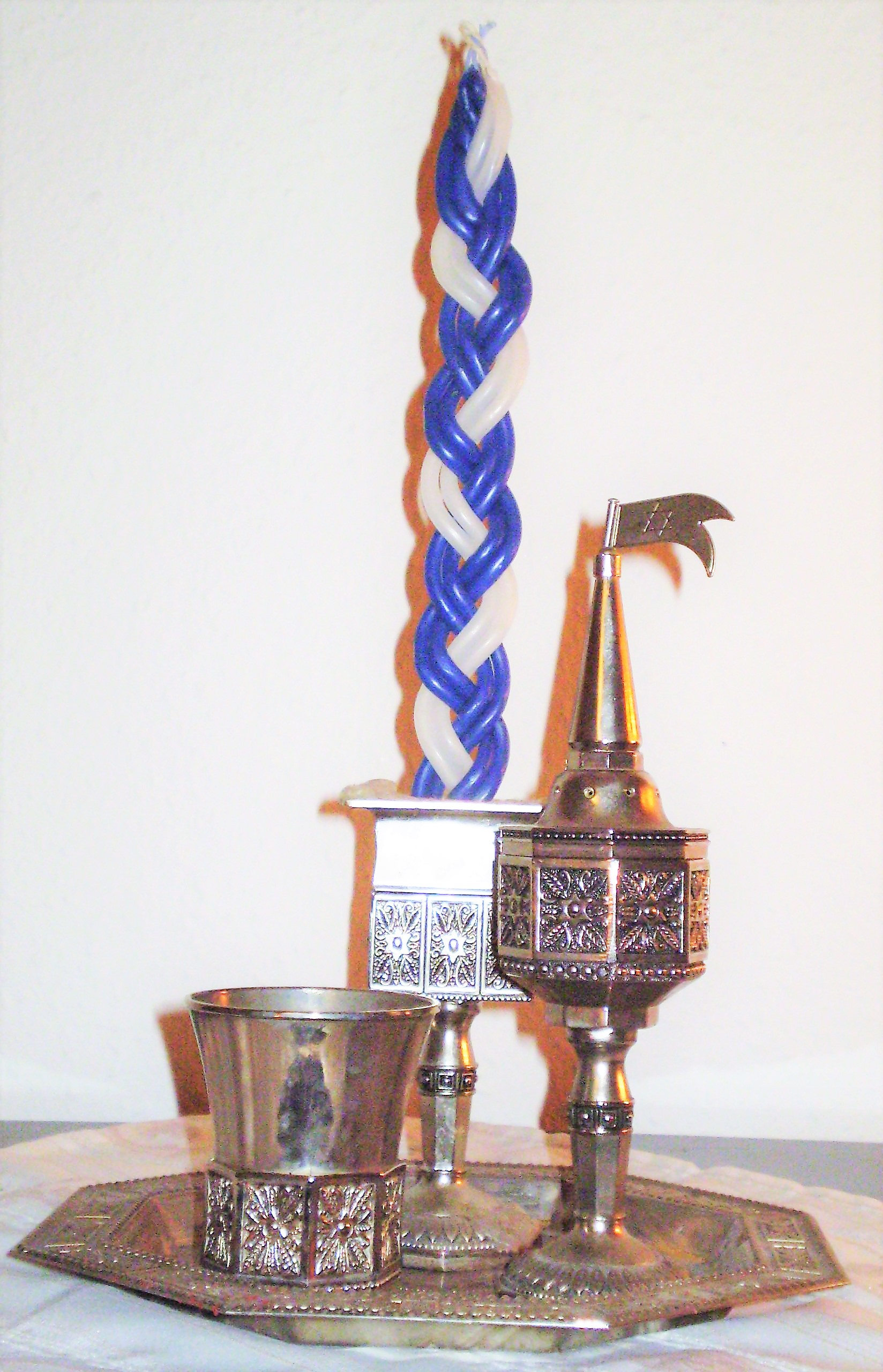
Coupe, assiette, bougie et bissamim nécessaires à la havdalah

La havdalah (en hébreu : הבדלה) est une prière juive dite le soir de shabbat par les Juifs et qui exprime la séparation du kodesh (saint) et du 'hol (ordinaire), c'est-à-dire le passage du shabbat aux jours normaux de la semaine. 
Cette prière se dit dès la « sortie » de shabath, c'est-à-dire à la fin du jour du shabbat, à l'apparition des trois premières étoiles dans le ciel ou 20 à 120 minutes (selon les traditions communautaires) après le coucher du soleil. La prière est suivie de chants et psaumes. Ces bénédictions ont pour mission de consoler du départ de la sainteté de la reine Shabbat.
Le samedi soir est considéré comme un temps spécial qui favorise les prières et les demandes telles qu'un emploi, la santé, la paix, la prospérité, un mariage, etc. 
Juste après la prononciation des prières de la havdalah, c'est déjà dimanche, le premier jour de la semaine juive.

## Objets rituels
Les objets du rituel de havdalah se composent d'un verre de vin sur lequel la bénédiction est prononcée, d'une bougie torchère en général tressée, d'une assiette et coffret à épices parfumées (généralement des clous de girofle ou de la cannelle) appelé bissamim.

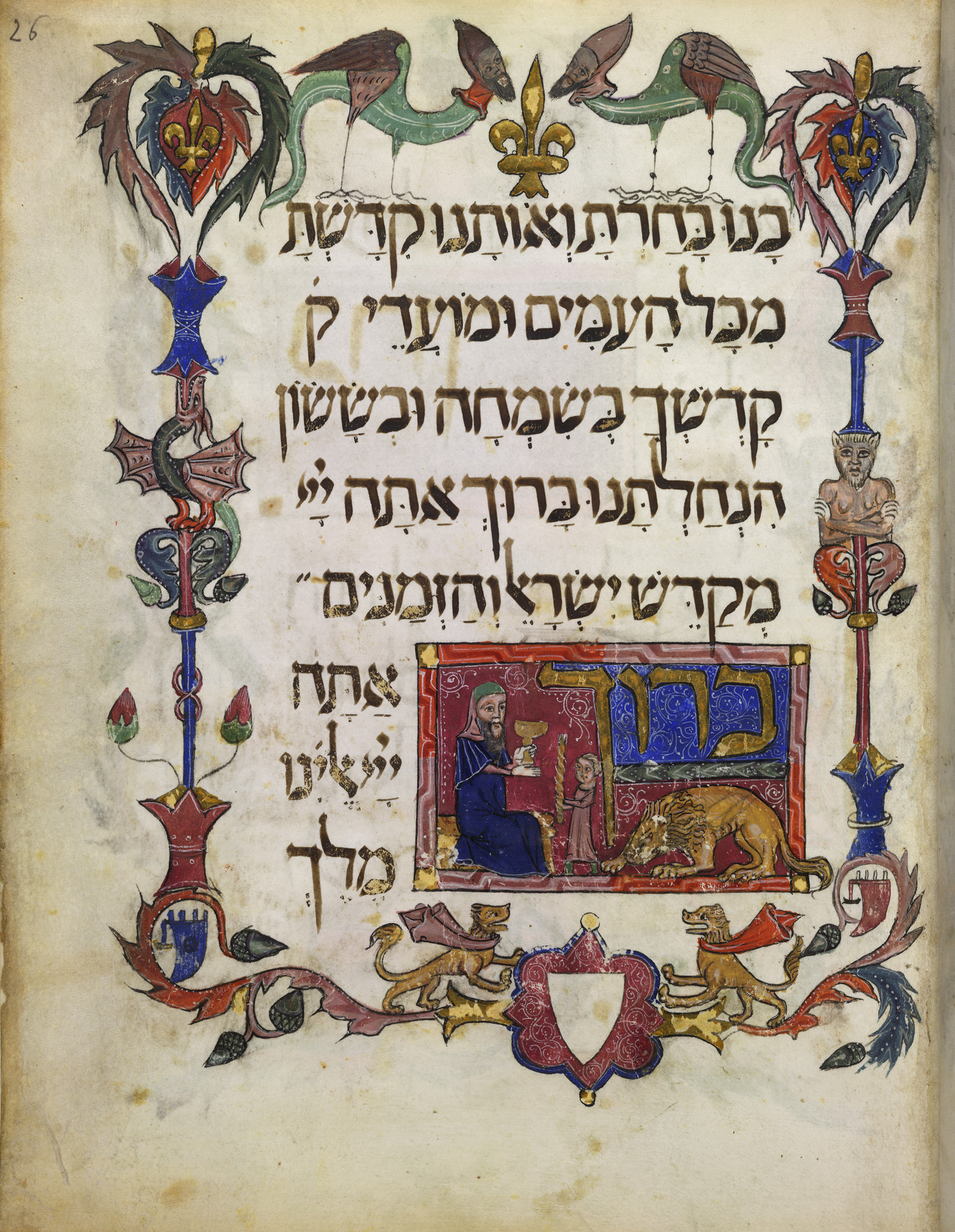
Cérémonie de la havdalah sur une Haggadah, Barcelone, XIVe s.
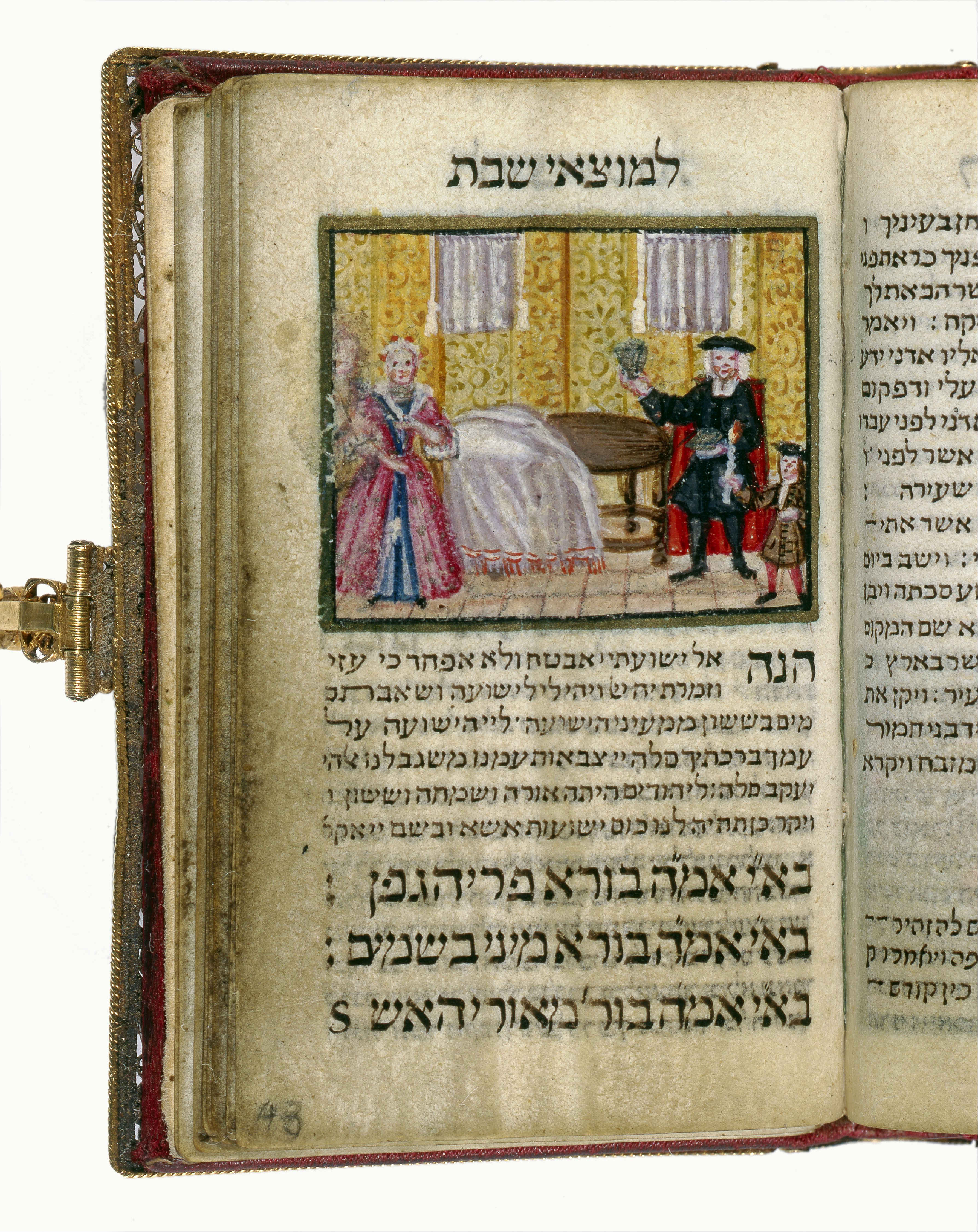
Havdalah sur un manuscrit (Seder Tikkunei Shabbat) par Aaron Wolf Herlingen, 1738
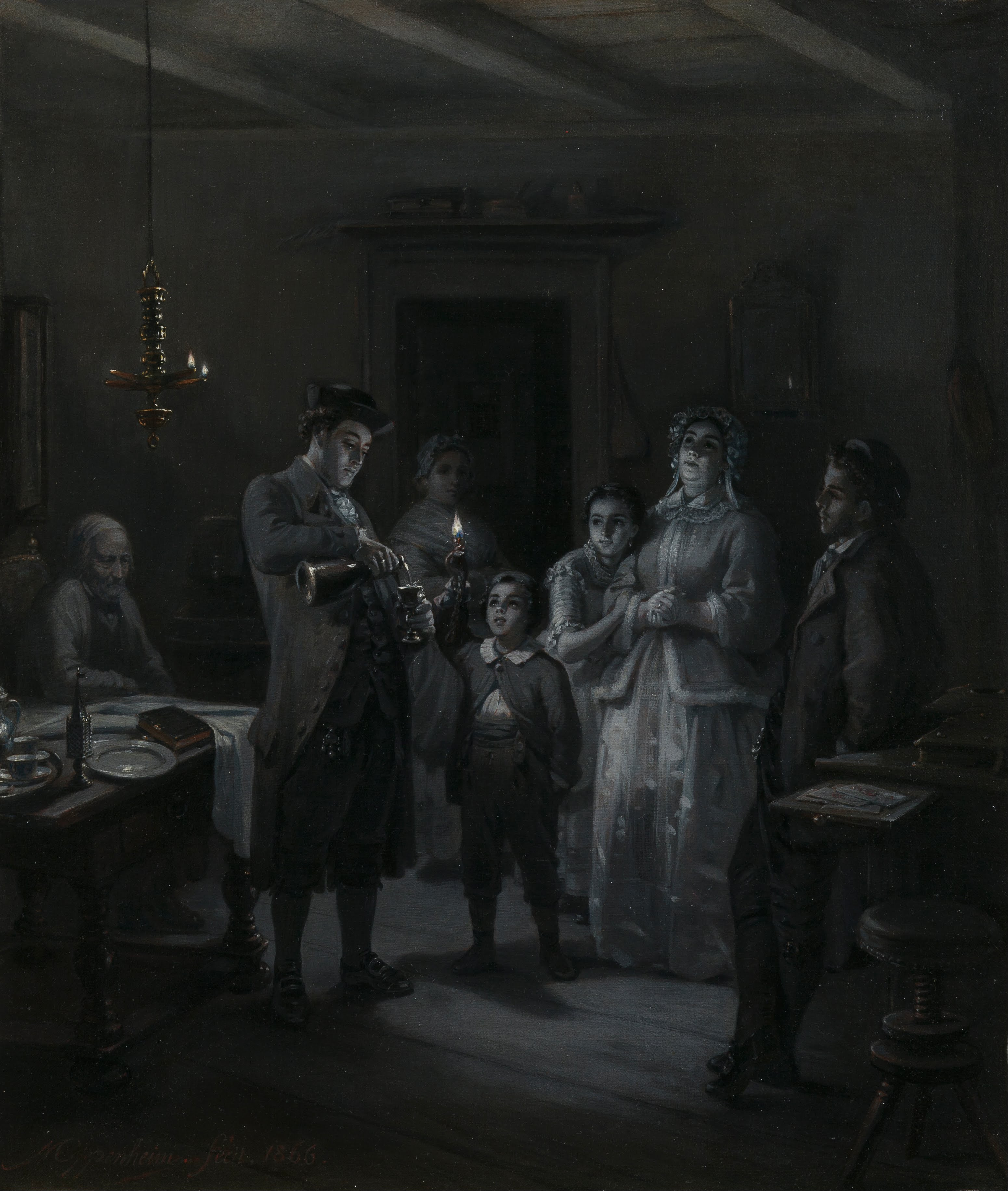
La Conclusion de Shabath, M. D. Oppenheim, 1866
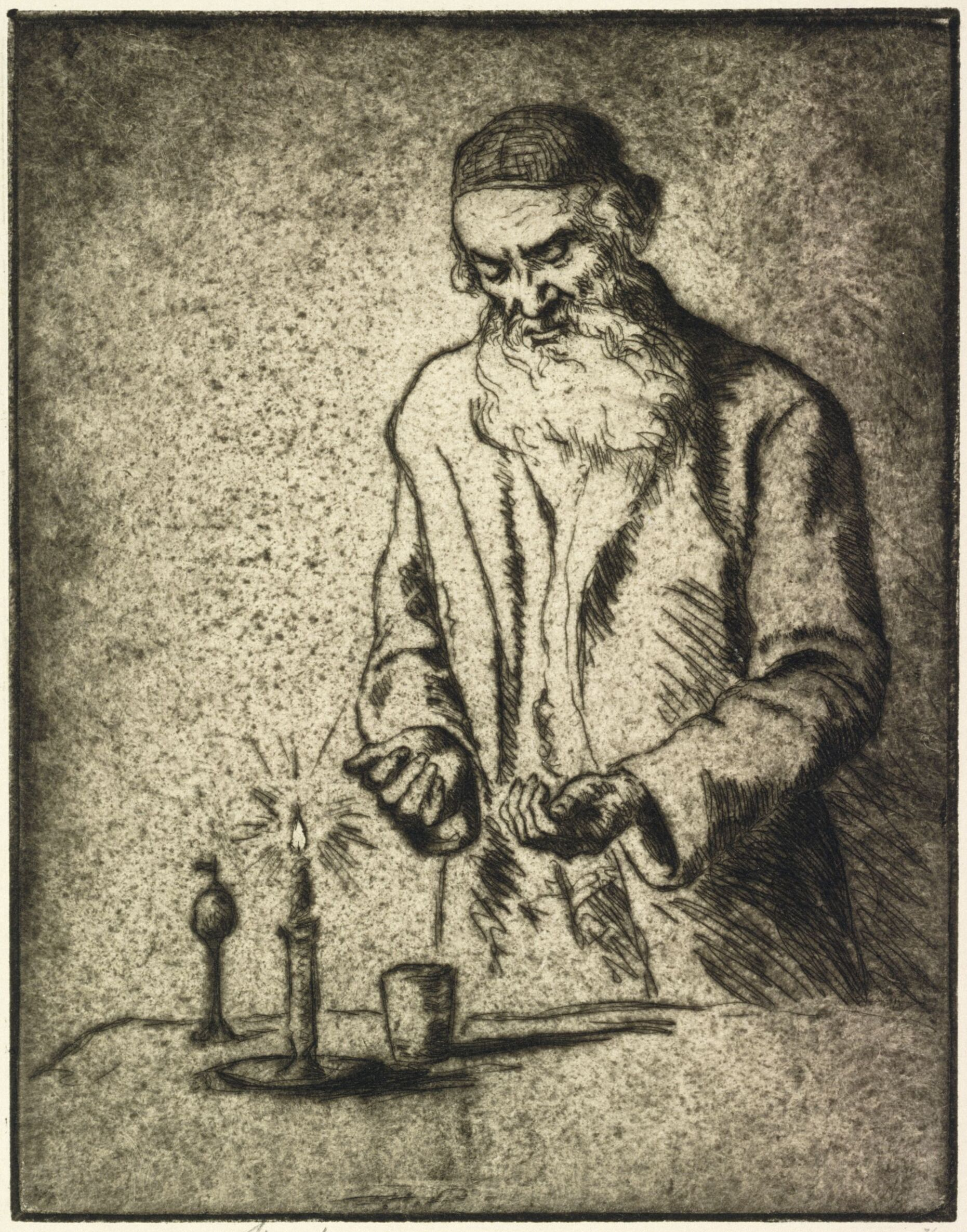
Havdalah par Hermann Struck, v. 1922
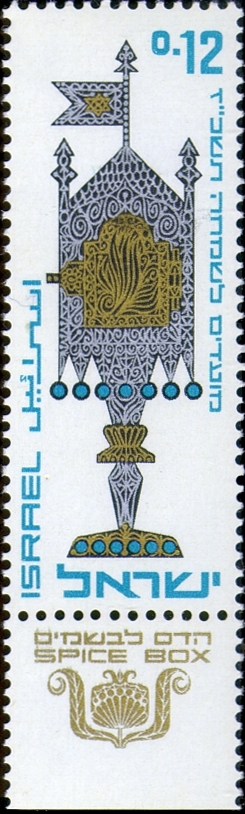
Timbre israélien figurant un bissamim ancien, 1966
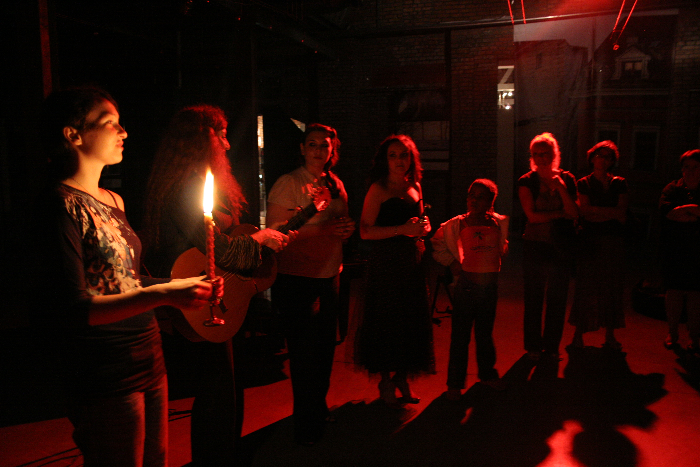
Havdalah du mouvement réformé (pl) BeitKrakow à Cracovie, 2009
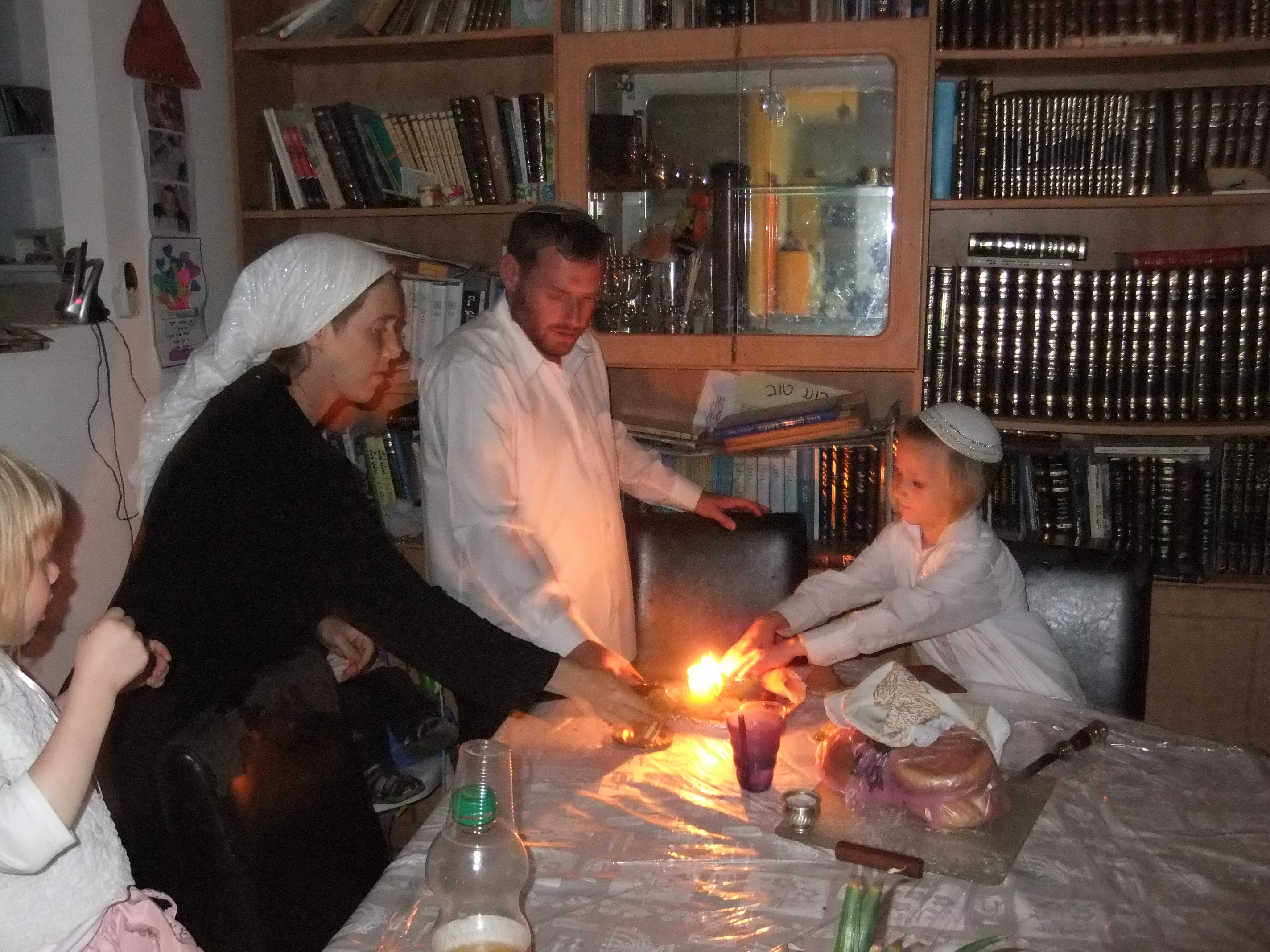
Havdalah dans une famille orthodoxe, 2011